# Vasishka
Vasishka (IAST: Vāsiṣka) est un empereur de l'Empire kouchan, qui aurait gouverné pendant une courte période aux alentours de 247 à 265.